# Gärdbergstjärnen
Gärdbergstjärnen är en sjö i Överkalix kommun i Norrbotten och ingår i Kalixälvens huvudavrinningsområde. Sjön har en area på 0,134 kvadratkilometer och ligger 85,3 meter över havet. Gärdbergstjärnen ligger i Torne och Kalix älvsystem Natura 2000-område.

## Delavrinningsområde
Gärdbergstjärnen ingår i det delavrinningsområde (740503-179253) som SMHI kallar för Ovan VDRID = Vääräjoki i Ängesåns vattendragsyta. Medelhöjden är 106 meter över havet och ytan är 12,81 kvadratkilometer. Räknas de 270 avrinningsområdena uppströms in blir den ackumulerade arean 3 950,09 kvadratkilometer. Ängesån (Liinajoki) som avvattnar avrinningsområdet har biflödesordning 2, vilket innebär att vattnet flödar genom totalt 2 vattendrag innan det når havet efter 107 kilometer. Avrinningsområdet består mestadels av skog (70 procent). Avrinningsområdet har 0,79 kvadratkilometer vattenytor vilket ger det en sjöprocent på 6,2 procent.